# Bismilla, the Bko Sessions
Pour les articles homonymes, voir Bismilla (homonymie).
 (février 2017).
Si vous disposez d'ouvrages ou d'articles de référence ou si vous connaissez des sites web de qualité traitant du thème abordé ici, merci de compléter l'article en donnant les références utiles à sa vérifiabilité et en les liant à la section « Notes et références ».
Albums de Terakaft
Akh Issudar
(2008)
Bismilla, the Bko Sessions est le premier album du groupe de blues touareg malien Terakaft sorti en 2007, enregistré au studio Bogolan de Bamako au Mali et produit par le label Tapsit.

## Liste des titres
| No  | Titre             | Durée |
| --- | ----------------- | ----- |
| 1.  | Bismilla          | 2:24  |
| 2.  | Tenale Chidjret   | 4:35  |
| 3.  | Rastaman Aridal   | 3:58  |
| 4.  | Manihadjan        | 4:05  |
| 5.  | Ter Simawan       | 4:53  |
| 6.  | Adounia           | 4:31  |
| 7.  | Niha Tinahaghen   | 4:14  |
| 8.  | Adounia Tanoukmam | 3:20  |
| 9.  | Imouhagh          | 2:50  |
| 10. | Ayet Idhes        | 6:09  |
| 11. | Imidiwan          | 3:00  |

## Formation
- Kedhou ag Ossad : Guitare, chant, composition
- Liya ag Ablil dit Diara : Guitare, chant, composition
- Sanou ag Ahmed : Guitare, chant, composition
- Rhissa ag Ogham : Basse, chant
- Foy-Foy : chant